# Bacchisa atrocoerulea
Bacchisa atrocoerulea är en skalbaggsart som först beskrevs av J. Linsley Gressitt 1951.  Bacchisa atrocoerulea ingår i släktet Bacchisa och familjen långhorningar.
Artens utbredningsområde är Taiwan. Inga underarter finns listade.